# سوتابایت
سوتابایت (به انگلیسی: Sottabyte) کوتاه شده آن (SB)می‌باشد.
هر سوتابایت برابر با ۱۰۲۴ یوتابایت می‌باشد.